# Lozenets (Sofia)
 (avril 2025).
Si vous disposez d'ouvrages ou d'articles de référence ou si vous connaissez des sites web de qualité traitant du thème abordé ici, merci de compléter l'article en donnant les références utiles à sa vérifiabilité et en les liant à la section « Notes et références ».
Pour l’article homonyme, voir Lozenets.
Lozenets est un arrondissement de la ville de Sofia, capitale de la Bulgarie.

## Géographie et organisation
L'arrondissement de Lozenets constitue l'un des 24 arrondissement de la municipalité de Sofia. Il est situé dans la partie nord de la ville et comprend les quartiers de :
- Borissovo gradina
- Gradina
- Groupa zoopark
- Zoopark
- Krastiova voda
- Lozenets
- Hladilnika
- Zone industrielle Hladilnika
- Vitocha